# 준틴스

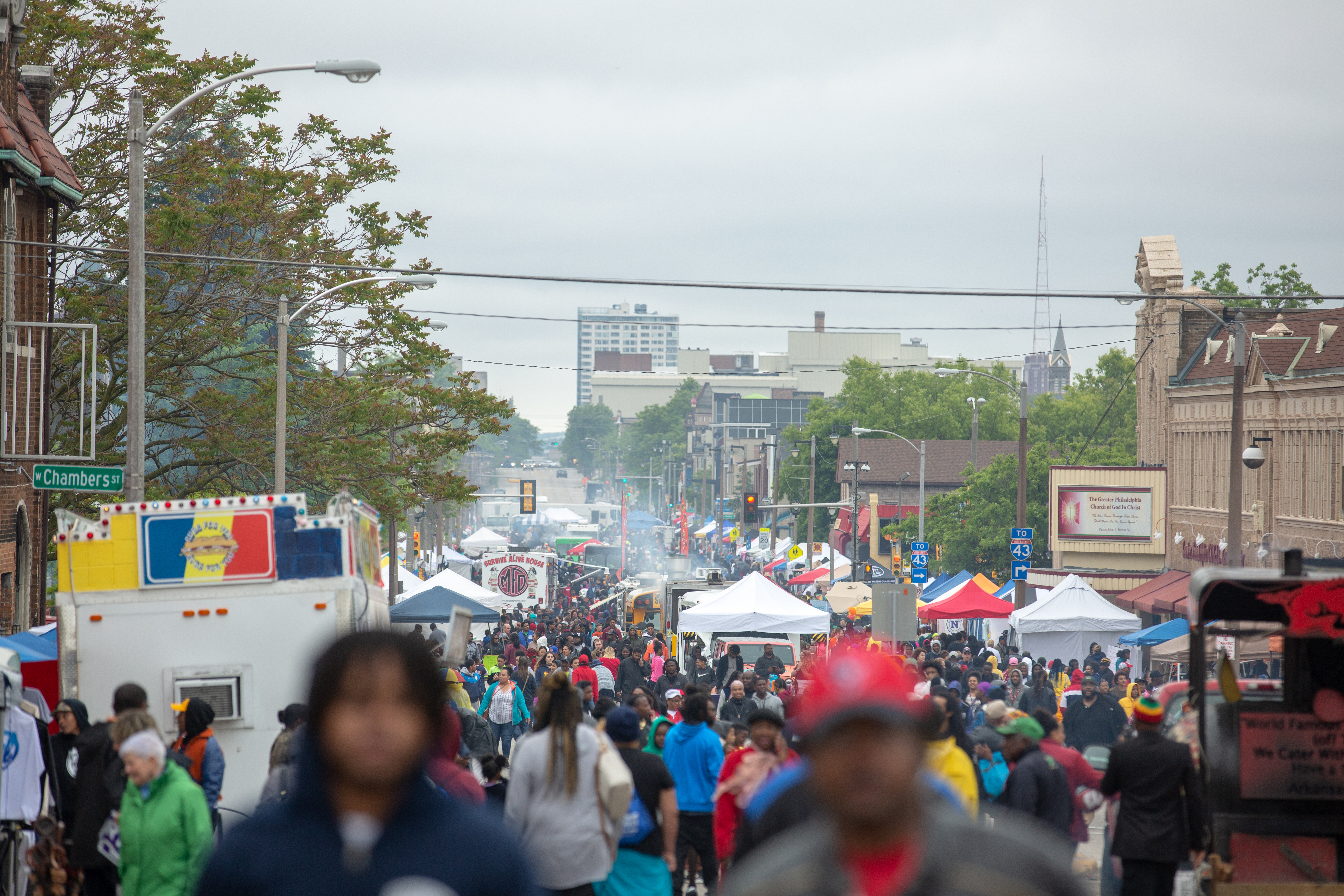
2019년 밀워키의 준틴스 행사 모습

준틴스(Juneteenth, 공식 명칭: Juneteenth National Independence Day) 또는 준틴스 데이는 미국의 연방 공휴일이다. 미국의 노예 제도가 종식된 것을 기념하기 위해 매년 6월 19일에 기념된다. 이 휴일의 이름은 1865년 6월 19일 고든 그레인저(Gordon Granger) 소장이 미국 남북 전쟁이 끝날 무렵 텍사스주에서 노예 해방 선언의 최종 집행을 명령한 날과 같이 "6월(June)"과 "19일(nineteenth)"이라는 단어의 합성어이다. 이 날짜는 노예 해방 선언문에 따라 자유를 알게 된 것을 기념하는 날이지만 이는 이전 남부 연합 국가에만 적용되었다. 연방에서 탈퇴한 적이 없는 주에는 법적으로 노예가 된 사람들이 남아 있었다. 이 사람들은 1865년 12월 6일 미국 수정 헌법 제13조가 비준될 때까지 자유를 얻지 못했다.
초기 축하 행사는 1866년으로 거슬러 올라간다. 처음에는 텍사스에서 교회 중심의 지역 사회 모임이 포함되었다. 그들은 새로 해방된 아프리카계 미국인 노예와 그 후손들 사이에서 남부 전역으로 퍼졌고, 1920년대와 1930년대에 종종 음식 축제를 중심으로 더욱 상업화되었다. 흑인 대이동 참가자들은 이러한 축하 행사를 전국으로 가져왔다. 1960년대 민권 운동 동안 이러한 축하 행사는 민권을 달성하려는 비폭력적인 결의로 인해 무색해졌지만, 1970년대에 아프리카계 미국인의 자유와 아프리카계 미국인 예술에 초점을 맞추면서 다시 인기가 높아졌다. 1938년 텍사스주를 시작으로 1979년 법률에 따라 미국의 모든 주와 컬럼비아 특별구는 어떤 방식으로든 이 공휴일을 공식적으로 인정해 왔다.
준틴스는 또한 1852년 노예 제도에서 탈출하여 멕시코 코아우일라에 정착한 블랙 세미놀의 후손인 마스카고스(Mascogos)에 의해 기념된다.
이 날은 조 바이든 대통령이 6월 1일 독립기념일 법안에 서명하면서 2021년 연방 공휴일로 인정되었다. 준틴스 데이는 1983년 마틴 루터 킹 주니어 탄생일이 채택된 이후 처음으로 새로운 연방 공휴일이 되었다.

## 같이 보기
- 독립기념일 (미국)